# جدل متفجرات القعقاع
يدور الجدل حول متفجرات القعقاع الشديدة حول إمكانية إزالة التمرد العراقي لحوالي 377 طنًا من المتفجرات الشديدة ( HMX وRDX ) من منشأة القعقاع، بعد غزو العراق عام 2003. مع ذلك، صرّح المتحدث باسم البنتاغون، لورانس دي ريتا، بأن الوكالة الدولية للطاقة الذرية لم تُقدّم وثائق تُوضّح كيفية وصولها إلى رقم 377 طنًا من المتفجرات المفقودة. ولم تُثبت الوكالة حتى الآن في وثائقها سوى وجود 219 طنًا من المواد المتفجرة في القعقاع والمنشآت المحيطة بها.
وقد أكد مفتشو الأسلحة التابعون للأمم المتحدة وجود المتفجرات، التي اعتبرتها الوكالة الدولية للطاقة الذرية خطيرة، داخل منشآت كانت أبوابها مغلقة بالسلاسل وخاتم الأمم المتحدة، في مجمع القعقاع الصناعي في العراق عام 2003. وبحلول أكتوبر/تشرين الأول 2004، كانت المنشأة فارغة.

## خلفية

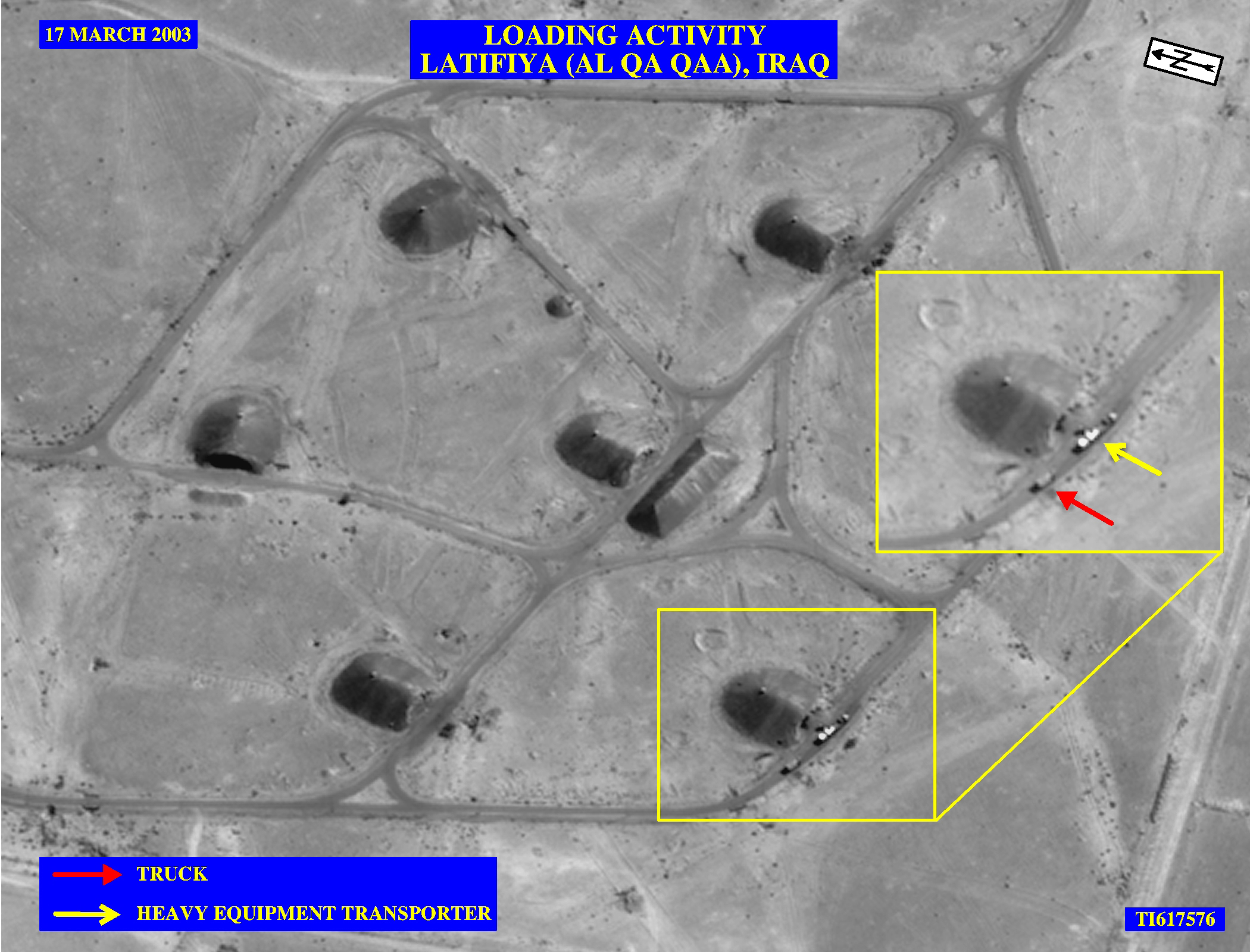
صورة جوية التقطتها الحكومة الأمريكية لمخابئ الذخائر في القعقاع، 17 مارس/آذار 2003

في أكتوبر/تشرين الأول 2004، حذّرت الحكومة العراقية المؤقتة الولايات المتحدة من نقل ما يقارب 380 طنًا من المتفجرات التقليدية من منشأة القعقاع. وُجّهت انتقادات لإدارة بوش لتقصيرها في حماية مخابئ الأسلحة المعروفة بهذا الحجم بعد الغزو. وزعم منتقدو إدارة بوش أن القوات الأمريكية مسؤولة عن عمليات النهب، التي أوصلت أسلحة كانت سابقًا تحت سيطرة الأمم المتحدة إلى أيدي المتمردين.
وقد أكدت إدارة بوش قبل الانتخابات الأميركية عام 2004 أن المتفجرات إما أزالتها العراق قبل أن يستولي الغزاة على المنشأة، أو تم تسجيلها على النحو السليم من قبل القوات الأميركية، حتى في حين اعترف مسؤولون في البيت الأبيض والبنتاغون بأنها اختفت بعد الغزو.

كتبت إم إس إن بي سي:
ما إذا كانت قوات صدام حسين قد أزالت المتفجرات قبل وصول القوات الأمريكية في 3 أبريل 2003، أو ما إذا كانت قد سقطت في أيدي الخاطفين والمتمردين بعد ذلك - لأن الموقع لم يحرسه القوات الأمريكية - أصبح قضية رئيسية في الحملة.

وقد أوردت مجلة تايم تسلسل الأحداث: "في أواخر أبريل/نيسان، حذر كبير مفتشي الأسلحة في الوكالة الدولية للطاقة الذرية في العراق الولايات المتحدة من هشاشة الموقع، وفي مايو/أيار 2003، حذرت مذكرة داخلية للوكالة من أن الإرهابيين قد ينهبون "أعظم كنز من المتفجرات في التاريخ". وبعد سبعة عشر شهراً، في العاشر من أكتوبر/تشرين الأول، واستجابة لطلب طويل الأمد من الوكالة الدولية للطاقة الذرية لحصر المواد الحساسة، أخطرت الحكومة العراقية المؤقتة الوكالة بأن العراق قد ينهب "أعظم كنز من المتفجرات في التاريخ". جُرِّد القعقاع من كل شيء. علم البيت الأبيض بالإخطار بعد بضعة أيام.

أشارت الأدلة إلى أن المتفجرات أُزيلت على الأرجح بعد استيلاء القوات الأمريكية الغازية على المنشأة. وشهد أعمال النهب جنود احتياط في الجيش الأمريكي وأفراد من الحرس الوطني من وحدات منفصلة، بالإضافة إلى مسؤولين في الحكومة العراقية الجديدة. كتب فرانك ريتش افتتاحية في صحيفة نيويورك تايمز (15 مايو/أيار 2005):
ويرجع ذلك أيضًا إلى تخطيط البنتاغون غير كفء إلى أن القوات الأخرى قد تكون الآن ضحايا للأسلحة التي نهضت من مستودعات ذخائر صدام بعد سقوط بغداد. ومع ذلك، عندما أبلغت صحيفة نيويورك تايمز عن أحد هذه الحوادث النهب، في تنظيم القمة، قبل الانتخابات، وصفت الإدارة والكثير في المدونات القصة الاحتيالية. لكن القصة كانت صحيحة. لم يؤكَّد لاحقًا ليس فقط من قبل جنود الاحتياط في جيش الولايات المتحدة والحراس الوطنيين الذين تحدثوا إلى صحيفة لوس أنجلوس تايمز ولكن أيضًا من قبل نائب وزير الصناعة في العراق، الذين أخبروا صحيفة نيويورك تايمز قبل شهرين أن تنظيم الققته كان واحداً من العديد من هذه الأسلحة التي اُختُطِفَت في أمريكا.

لمعرفة الجدول الزمني للأحداث التي أدت إلى تخزين المواد المتفجرة العالية وفقدانها لاحقًا، يرجى الاطلاع على الجدول الزمني للمواد المتفجرة العالية في موقع القعقاع.

## نهيب المرافق الأخرى
أشار سامي الأعرجي، وكيل وزارة الصناعة العراقية، إلى أنه بالإضافة إلى القعقاع، استهدف اللصوص المتفجرات ومواد الأسلحة الأخرى في مصنع النداء، ومؤسسة بدر العامة، والأمير، والرضوان، وحطين، والقادسية. كان لبعض هذه المصانع أهمية في مجال أسلحة الدمار الشامل، مثل مصنع النداء والرضوان، اللذين كانا جزءًا من البرنامج النووي لصدام في أوائل التسعينيات. كما أكدت عمليات الاستطلاع عبر الأقمار الصناعية التي أجرتها الوكالة الدولية للطاقة الذرية نهب خمسة من هذه المواقع.
أفاد السفير الأمريكي السابق بيتر دبليو غالبريث (الذي أيّد حرب بوش في العراق) بوقوع حادثتي نهب كبيرتين إضافيتين في عراق ما بعد الغزو. وشهد وقوف جنود أمريكيين خارج مركز بغداد للأمراض المعدية بينما هاجم اللصوص المجمع في 16 أبريل/نيسان 2003، "وأخذوا فيروس نقص المناعة البشرية الحي وفيروس الحمى السوداء، بالإضافة إلى مواد أخرى قد تكون قاتلة". وفي الوقت نفسه، هاجم اللصوص المنشآت النووية العراقية في التويثة، واستولىوا على "براميل من الكعكة الصفراء (اليورانيوم الخام)، ويبدو أنهم أفرغوا اليورانيوم واستخدموا البراميل لتخزين المياه. وكانت القوات الأمريكية موجودة في التويثة، لكنها لم تتدخل". وأشار غالبريث إلى أن جميع المنشآت كانت تحت ختم الوكالة الدولية للطاقة الذرية، وأنها "ظلت سليمة حتى وصول القوات الأمريكية".
وأشار مديرا مكافحة الإرهاب السابقان في مجلس الأمن القومي، دانيال بنيامين وستيفن سيمون، إلى خطر وقوع هذه المواد النووية في أيدي الإرهابيين نتيجة للغزو الأمريكي: "إن إحدى العواقب المحتملة الأخرى للغزو هي انتشار أسلحة الدمار الشامل إلى تنظيم القاعدة أو غيره من الإرهابيين". أكدت الوكالة الدولية للطاقة الذرية وجود مواد شديدة الإشعاع في منشآت التويثة، بما في ذلك اليورانيوم المخصب جزئيًا - وإن لم يكن صالحًا للاستخدام في الأسلحة. يمكن استخدام هذه المواد لتصنيع جهاز أو أكثر من أجهزة التشتيت الإشعاعي - أو ما يُعرف بـ"القنابل القذرة"، كما أصبحت تُعرف. يبدو أن بعض هذه المواد مفقود - ولا يزال مقدارها غير واضح - ويبدو أن هناك تخمينًا منطقيًا بأن شخصًا ما... ... ربما "خصخصوا" هذه الأسلحة بقصد بيعها لمن يدفع أعلى سعر. في النهاية، قد تصل هذه المواد إلى أيدي القاعدة. من الصعب تصور نتيجة أكثر فظاعةً لهذه الحرب.

## تأثير النهب
أعرب العديد من المعلقين عن مخاوفهم من وقوع هذه المتفجرات في أيدي الإرهابيين واستخدامها من قبل المتمردين العراقيين لشن هجمات ضد القوات الأمريكية والعراقية. وقد نُفذت العديد من هجمات المتمردين باستخدام عبوات ناسفة بدائية الصنع مصنوعة من ذخائر عسكرية، وغالبًا ما تكون قذائف مدفعية عيار 122 ملم وألغام أرضية. أما العبوات الناسفة المصنوعة من مواد شديدة الانفجار، فهي أقوى وأكثر تدميراً، وقد استُخدمت في بعض أكثر الهجمات تدميراً التي نُفذت في العراق، مثل الهجوم الانتحاري على مقر الأمم المتحدة في 19 أغسطس/آب 2003، والهجوم على فندق جبل لبنان في 17 مارس/آذار 2004، وكلاهما في بغداد. ليس من الواضح ما إذا كانت هذه الهجمات قد شُنت باستخدام متفجرات من القعقاع. ومع ذلك، في 28 أكتوبر/تشرين الأول 2004، نشرت جماعة تُطلق على نفسها اسم "كتائب جيش الإسلام، لواء الكرار" شريط فيديو ادعى فيه رجل ملثم أن "المخابرات الأمريكية" ساعدتهم في الحصول على "كمية هائلة من المتفجرات التي كانت في منشأة القعقاع"، وأن هذه المتفجرات "ستُستخدم ضد قوات الاحتلال ومن يتعاون معها في حال تهديد هذه القوات لأي مدينة عراقية". وخلص تقريرٌ صادرٌ عن فريق عملٍ استخباراتيٍّ مشتركٍ بوزارة الدفاع الأمريكية في ديسمبر/كانون الأول 2003 إلى أن المتمردين في العراق "يحتفظون بإمكانية الوصول إلى جميع أنظمة الأسلحة والذخائر تقريبًا التي كانت تحت سيطرة الجيش العراقي وأجهزة الأمن والمخابرات سابقًا. ومستودعات الأسلحة غير المؤمنة ومواقع التخزين، بالإضافة إلى توفر الأسلحة والذخائر في السوقين العلنية والسوداء، تُلغي حاجة المتمردين إلى الاحتفاظ بترسانةٍ هائلة".

أشار مونتجومري ماكفيت من برنامج فريق التضاريس البشرية في عام 2005 إلى:
| « | تعتمد قدرة التمرد على بناء العبوات الناسفة على توافر مواد صناعة القنابل، وخاصة المتفجرات. إن توافر المتفجرات الواسع النطاق في العراق يعني أن التمرد سيكون لديه الموارد المادية لبناء معدات الحزم لسنوات عديدة قادمة. حالياً، ما يقرب من 80 طن من المتفجرات التقليدية القوية (بشكل رئيسي HMX و RDX) مفقودة من القاعدة العسكرية العراقية السابقة في الققة. يمكن أن تنتج هذه المتفجرات قنابل قوية بما يكفي لتحطيم الطائرات أو تمزيق المباني وربما تكون بالفعل في أيدي التمرد. مديرة وحدة الشرطة العراقية التي تنزع فتيه والتحقيق في الحزم يلاحظ: "كان أحد الأخطاء المميتة في التحالف هو السماح للإرهابيين بدخول مخزن الجيش." | » |

## المتفجرات العالية
خُزِّنت المواد شديدة الانفجار تحت إشراف الأمم المتحدة نظرًا لطبيعتها الحساسة واستخدامها المزدوج في أسلحة الدمار الشامل. ووفقًا للوكالة الدولية للطاقة الذرية، كان هناك 340 طنًا تتكون من:
- 194.741 طن من HMX،
- 141.233 طنًا من RDX، و
- 5.800 طن من مادة PETN.

خُزِّنت هذه المتفجرات في صورة بلورية صلبة، ويمكن استخدامها لصنع متفجرات بلاستيكية قوية، وهي آمنة للنقل ولا تنفجر عند الاصطدام. وتتطلب الكمية الإجمالية، البالغة 341,744 طنًا (753,417 رطلًا)، حوالي 40 شاحنة كبيرة لنقلها.

## معدات الأسلحة الكيميائية
بالإضافة إلى المتفجرات، احتوت قاعدة القعقاع على بعض بقايا برنامج الحرب الكيميائية العراقي من أوائل التسعينيات، "بما في ذلك 800 قطعة من المعدات الكيميائية". وقد تعرضت المناطق التي كانت تُستخدم فيها المعالجة الكيميائية "للتدمير بفعل النيران وعمليات النهب الواسعة المحتملة" بعد الغزو؛ وكما ذكرت صحيفة نيويورك تايمز ، "لا يزال مصير معدات مثل أجهزة الفصل والمبادلات الحرارية والخلاطات والمفاعلات الكيميائية مجهولاً، وجميعها يمكن استخدامها في صنع الأسلحة الكيميائية". (13 مارس/آذار 2005). وذكرت الصحيفة أن "أنواع الآلات في المواقع المختلفة تضمنت معدات يمكن استخدامها في صنع أجزاء الصواريخ أو الأسلحة الكيميائية أو أجهزة الطرد المركزي الضرورية لتخصيب اليورانيوم للقنابل الذرية". وقال غاري ميلهولين، مدير مشروع ويسكونسن للحد من الأسلحة النووية: "يجب اعتبار النهب المتعمد لهذا النوع من المعدات تهديداً للانتشار".

## مرافق التخزين
خُزِّن HMX في مخزن القعقاع، أحد المرافق في مجمع القاعدة في العراق. إن القاعدة كبيرة جدًا ، حيث تحتل الأراضي 28 كم مربع بالقرب من الإسكندرية وحوالي 48 كم جنوب بغداد. ويشمل ما يقرب من 1100 هياكل ومباني فردية. هذا هو نفس حجم نيوبورت أو رود آيلاند أو ليتل كايمان أو باث. نتيجة لحجمها الكبير ، فإن معظم حسابات الصفقة المعقدة فقط مع منشأة محددة تقع داخل حدودها.
كان مخزن القعقاع يقع في الطرف الجنوبي للمنشأة داخل مخابئ تحت الأرض. وقد أغلق مسؤولو الوكالة الدولية للطاقة الذرية أبواب المخبأ فور إغلاقه. ورغم أن الأبواب كانت مغلقة بإحكام، إلا أن المخبأ نفسه لم يكن مغلقًا بإحكام. كما أن فتحات التهوية المؤدية إلى المخابئ لم تكن مغلقة بإحكام. وكانت المواد شديدة الانفجار، محل الجدل، هي المواد الوحيدة التي كانت مختومة بختم الأمم المتحدة في مخبأ القعقاع.
خُزِّنَت مادة RDX في مخازن المحاويل، وهو موقع منفصل فعليًا عن شركة القعقاع، ولكن يُدار من قبلها.
صور الأقمار الصناعية للمجمع الرئيسي للقعقاع (حوالي 28 كم¹) متاح للعامة لعام 2001 من GlobalSecurity.org وللعامين 2003 و2004 من DigitalGlobe.

## مطالبات الإبعاد قبل الوصول إلى الولايات المتحدة
- ذكرت قناة فوكس نيوز أن ضابطاً في الجيش الأميركي تقدم يوم الجمعة 29 أكتوبر/تشرين الأول 2004 مدعياً أن فرقة المشاة الثالثة استولت على نحو 250 طناً من الذخائر ومواد أخرى، بما في ذلك متفجرات بلاستيكية، من قاعدة القعقاع بعد عشرة أيام من سقوط نظام صدام حسين في أبريل/نيسان 2003.[14] ولكن وفقاً لقناة إيه بي سي نيوز، فإن "وزارة الدفاع الأميركية لم تقل إن المواد التي يُقال إنها مفقودة أو مفقودة أو مجهولة المصير هي المواد التي استولى عليها هذا الفريق الاستغلالي". (إيه بي سي وورلد نيوز تونايت، 31 أكتوبر/تشرين الأول 2004).
- صورة جوية رفعت عنها السرية ونشرها دونالد رامسفيلد تُظهر شاحنتين في الموقع بعد آخر زيارة لمفتشي الوكالة الدولية للطاقة الذرية له قبل الغزو. مع ذلك، لم تكن الشاحنتان في الصور في أيٍّ من المخابئ التي حُددت على أنها تحتوي على متفجرات.[15] كما لوحظ أنها لا تمثل سوى جزء صغير من إجمالي سعة الشحن اللازمة لنقل جميع المتفجرات.
- وصف العقيد ديفيد بيركنز، قائد اللواء الثاني من فرقة المشاة الثالثة في الجيش الأمريكي، الذي استولى على المنشأة في البداية، والذي أشرف على المنطقة لاحقًا، ادعاء الاستيلاء على المتفجرات بعد تواجد القوات الأمريكية في المنطقة بأنه "مستبعد للغاية". وأضاف: "يتسلل العدو بقافلة من الشاحنات وزنها عشرة أطنان، ويحمّلها في ظلمة الليل، ثم يتسلل بها إلى قافلتكم، ثم يغادر". وتابع: "هذا أمر مبالغ فيه نوعًا ما".[16]
- وفقًا لطاقم أخبار NBC المصاحب للفرقة 101، عُثِرَ على مخزونات كبيرة من الأسلحة التقليدية في 10 أبريل 2003، ولكن لم يُعثر على 380 طنًا من HMX أو RDX.[17]

## الأدلة ضد ادعاء الإبعاد قبل الوصول إلى الولايات المتحدة
- رسالة من وزير الخارجية العراقي الأسبق ناجي صبري (الذي كان أيضاً من أصول وكالة المخابرات المركزية الأميركية في ذلك الوقت[18]) إلى الرئيس العراقي المخلوع صدام حسين "تقترح أخذ المادة المتفجرة من طراز HMX من مخابئ تحت الأرض حيث كانت الوكالة الدولية للطاقة الذرية تحتفظ بها تحت الختم وتسليمها إلى مفجرين انتحاريين".[19] كتبت الرسالة في 4 أبريل/نيسان 2003.
- أُبلِغ عن أن المتفجرات ظلت سليمة بعد الغزو - قال العقيد جون بيبودي من فرقة المشاة الثالثة لوكالة أسوشيتد برس إن قواته عثرت على آلاف الصناديق من المتفجرات في المنشأة في 5 أبريل 2003.[20]
- تأكيد وكالة استخبارات الدفاع - أصدرت وكالة استخبارات الدفاع تقريرًا في 9 نوفمبر 2003 خلص إلى أن "الغالبية العظمى من المتفجرات والذخائر المستخدمة في الأجهزة المتفجرة المرتجلة/ العبوات الناسفة المرتجلة ضد قوات التحالف جاءت من مخزونات الذخيرة العراقية المسروقة والمنشآت التي أنشئت قبل الحرب". ... مخابئ."[10]
- مسؤول في البنتاغون - أفادت وكالة أسوشيتد برس في 25 أكتوبر/تشرين الأول 2004: "في البنتاغون، صرّح مسؤول يراقب التطورات في العراق بأن قوات التحالف بقيادة الولايات المتحدة فتشت موقع القعقاع في أعقاب غزو مارس/آذار 2003 مباشرةً، وأكد أن المتفجرات، التي كانت تحت ختم الوكالة الدولية للطاقة الذرية منذ عام 1991، سليمة. وأضاف المسؤول، الذي طلب عدم الكشف عن هويته، أن القوات الأمريكية لم تؤمن الموقع بعد ذلك".[21]
- شريط فيديو صوّره طاقم تلفزيوني تابع لقناة KSTP-TV في سانت بول، مينيسوتا، برفقة جنود الفرقة 101 المحمولة جواً الأمريكية في 18 أبريل/نيسان 2003، بعد تسعة أيام من سقوط صدام حسين. سجّل الطاقم التلفزيوني المرافق للقوات الأمريكية حاويات المتفجرات المختومة في الموقع، مستعرضاً مخابئ الذخيرة والمتفجرات، ومخزون الذخيرة من المتفجرات وإمدادات الأسلحة الأخرى بوضوح. ولخصت صحيفة نيويورك تايمز في أبريل/نيسان 2005 الأمر قائلةً: "تُظهر مقاطع الفيديو التي التقطتها طواقم التلفزيون مع القوات الأمريكية أن المخابئ كانت لا تزال مليئة بالمتفجرات بعد الغزو بوقت طويل".[22]
- محمد الشرع، رئيس قسم رصد المواقع الأثرية بوزارة العلوم: "من المستحيل أن تكون هذه المواد قد أُخذت من هذا الموقع قبل سقوط النظام. ويؤكد المسؤولون الذين كانوا داخل هذه المنشأة (القعقاع) سابقًا أنه لم تخرج منها حتى قطعة ورق واحدة قبل سقوطها."[23]
- المراقبة الأميركية: ذكرت صحيفة لوس أنجلوس تايمز في 27 أكتوبر/تشرين الأول 2004: "نظراً لحجم المخبأ المفقود، كان من الصعب نقله دون أن يتم اكتشافه قبل الغزو، عندما كانت أقمار التجسس الأميركية تراقب النشاط".
- شهادة شهود عيان من جنود الاحتياط في الجيش وأفراد الحرس الوطني من وحدات منفصلة كما وردت إلى صحيفة لوس أنجلوس تايمز في نوفمبر 2004.[5]
- تحقيق الحكومة العراقية المؤقتة: أفاد المسؤول العراقي سامي الأعرجي عن تحقيق الحكومة العراقية في السرقة، مشيرًا إلى أن اللصوص "جاءوا بالرافعات والشاحنات، واستنزفوا المواقع بأكملها. كانوا يعرفون ما يفعلونه؛ كانوا يعرفون ما يريدون. كان هذا نهبًا متطورًا".[6]

## الجدول الزمني
- مقالة بديلة عن الجدول الزمني لمتفجرات القعقاع لمزيد من المعلومات.

احتلت فرقة المشاة الثالثة التابعة للجيش الأمريكي مجمع القعقاع لمدة يومين بعد معركة قصيرة في 3 أبريل/نيسان 2003، قبيل سقوط بغداد. ورغم عدم العثور على أي أسلحة محظورة، أُبلغ عن العثور على الأتروبين وكلوريد 2-بام - وهما ترياقان لغاز الأعصاب - هناك. كما عُثر على آلاف زجاجات البارود الأبيض، ولكن تبيّن أنها مواد متفجرة وليست أسلحة كيميائية.
في يوم 10 أبريل 2003، وصلت قوات من اللواء الثاني من الفرقة 101 المحمولة جواً إلى القعقاع في طريقها إلى بغداد. وتوقفوا طوال الليل وتحركوا في اليوم التالي. ووفقًا لقائد اللواء، العقيد جوزيف أندرسون، لم تظهر على المجمع في هذه المرحلة سوى علامات قليلة على النهب أو التلف. وبحسب ما ورد كان القعقاع خاليًا من السكان وغير محروس حتى وصول فرقة العمل الاستكشافية رقم 75 (المعروفة باسم فرقة العمل 75) في 27 مايو. وبحلول ذلك الوقت، ووفقًا لواثق الدليمي، وهو رئيس أمن محلي، وعراقيين محليين آخرين، فقد تعرض المجمع للنهب تمامًا مع قيام السكان المحليين المغامرين بتأجير شاحناتهم للناهبين. ووجدت فرقة العمل 75 أن المجمع قد جُرِّد إلى حد كبير من أي شيء ذي قيمة. وعلى الرغم من أنهم فتشوا 32 ملجأً و87 مبنى آخر، إلا أنهم لم يعثروا على أي علامات على وجود أسلحة كيميائية أو بيولوجية أو نووية. ولم يعثر الفريق على أي من المتفجرات التي ختمها مفتشو الوكالة الدولية للطاقة الذرية قبل شهرين.
في 13 أبريل/نيسان، وصل فريق من فرقة المشاة الثالثة بقيادة الرائد أوستن بيرسون إلى القعقاع. وصرح بيرسون في مؤتمر صحفي بالبنتاغون أن مهمته كانت تأمين وتدمير الذخائر والمتفجرات. وقدر أن فريقه، "قوة المهام الخاصة بالرصاص"، أزال 250 طنًا من المواد، بما في ذلك مادة تي إن تي، والمتفجرات البلاستيكية، وأسلاك التفجير، والذخائر.
أثارت قصة بيرسون شكوكًا، إذ جاءت في صباح اليوم التالي لظهور شريط فيديو جديد يشير إلى أن المتفجرات كانت لا تزال في القاعدة بعد سقوط صدام؛ ويُظهر شريط الفيديو (المُسجل في 18 أبريل/نيسان 2003) ما يبدو أنها متفجرات شديدة الانفجار لا تزال في براميل تحمل أختام الوكالة الدولية للطاقة الذرية. وصرح ديفيد أ. كاي، الذي أشرف على البحث عن أسلحة الدمار الشامل في العراق وزار الموقع، لصحيفة نيويورك تايمز: "الصور تتفق مع ما أعرفه عن موقع القعقاع. الأمر المُقلق هو الأختام. لم يستخدم العراقيون أختامًا على أي شيء. لذا أنا متأكد تمامًا من أن هذا ختم الوكالة الدولية للطاقة الذرية."
لم يُكشف عن الوضع علنًا إلا بعد مرور أكثر من عام، ولكن ورد أن مسؤولي الوكالة الدولية للطاقة الذرية حذّروا في مايو/أيار 2003 من أن نهب موقع القعقاع قد يكون "أكبر كنز متفجرات في التاريخ". ورغم أن مفتشي الوكالة لم يتمكنوا من تفتيش الموقع بأنفسهم بسبب الحظر الأمريكي على وجودهم، فقد تمكنوا من الحصول على صور أقمار صناعية تجارية في أواخر عام 2003 أظهرت أضرارًا جسيمة لحقت بالمنشأة. ويبدو أن اثنين من المخابئ العشرة تقريبًا التي كانت تُخزّن فيها مواد شديدة الانفجار قد سُوّيا بالأرض بفعل الانفجارات. وتضررت مخابئ أخرى، بينما بقي بعضها سليمًا.
في 10 أكتوبر/تشرين الأول 2004، وجّه الدكتور محمد ج. عباس، من وزارة العلوم والتكنولوجيا العراقية، رسالةً إلى الوكالة الدولية للطاقة الذرية يُفيد فيها بفقدان مخزون القعقاع بعد 9 أبريل/نيسان 2003، بسبب "سرقة ونهب المنشآت الحكومية نتيجةً لانعدام الأمن". وقيل إن ما يقارب 340 طنًا من متفجرات HDX وRDX، أي ما يُعادل 40 شاحنة بحمولة عشرة أطنان، مفقودة.
أثار هذا الخبر جدلاً واسعاً في الانتخابات الرئاسية الأمريكية عام 2004 اتهم المرشح الرئاسي جون كيري الرئيس جورج دبليو بوش بفشله غير المبرر في منع فقدان المتفجرات، بينما انتقد الرئيس بوش السيناتور كيري لـ"استخلاصه استنتاجات دون معرفة الحقائق".
في 28 أكتوبر/تشرين الأول 2004، نشرت وزارة الدفاع الأمريكية صورًا مؤرخة في 17 مارس/آذار 2003، تُظهر شاحنتين متوقفتين خارج أحد المخابئ الستة والخمسين في القعقاع. إلا أن المخبأ الأقرب إلى مكان وقوف الشاحنتين ليس من المخابئ التسعة التي حددتها الوكالة الدولية للطاقة الذرية على أنها تحتوي على مخزونات المتفجرات المفقودة.
في اليوم نفسه، أفادت صحيفة فاينانشال تايمز اللندنية أن الفرنسيين والروس ربما شاركوا في إزالة المتفجرات من القعقاع قبل بدء الحرب، نقلاً عن نائب وكيل وزارة الدفاع جون أ. شو، الذي قال: "ساعدت وحدات روسية مختلفة عشية الأعمال العدائية في تنظيم جمع الذخائر وضمان نقلها من العراق عبر سوريا". كما صرّح لصحيفة واشنطن تايمز بأن "الجهد المنظم بُذل قبل بدء الصراع". وذكرت واشنطن تايمز أيضًا أن مسؤولي الدفاع يعتقدون أن الروس يستطيعون أيضًا تفسير ما حدث لبرامج أسلحة الدمار الشامل العراقية. وقد شجبت الحكومة الروسية هذه النظرية ووصفتها بأنها "هراء"، قائلة إنه لم يكن هناك جيش روسي في البلاد آنذاك. ولم تحظ نظرية شو بدعم شعبي يُذكر من جهات أخرى في الإدارة.
في 29 أكتوبر 2004، أفادت صحيفة نيويورك تايمز بوجود شريط فيديو صوره طاقم تلفزيوني تابع لقناة KSTP-TV في سانت بول بولاية مينيسوتا، وكان برفقة جنود الفرقة 101 المحمولة جواً الأمريكية، في 18 أبريل 2003، أي بعد تسعة أيام من سقوط صدام حسين. وقد سجّل طاقم التلفزيون المرافق للقوات الأمريكية حاويات المتفجرات المختومة في الموقع، كاشفاً عن مخبأ الذخيرة والمتفجرات وإمدادات الأسلحة الأخرى. وأشار المعلقون إلى أن المجمع كان سيخضع لمراقبة مكثفة خلال الحرب كمركز مشتبه به لإنتاج أسلحة الدمار الشامل. كما أشاروا إلى أن عملية نقل 40 شاحنة محملة بالمواد كان يجب أن تكون شديدة الوضوح، وربما كانت ستتعرض للهجوم لو رُصِدَت. وقال البعض إن المواد التي تُنقل ربما كانت بنفس السهولة أسلحة دمار شامل تُنقل إلى جبهة القتال. ومع ذلك، لا يوجد ما يشير إلى أن القوات الأمريكية رصدت أي عملية نقل من هذا القبيل. أعادت قناة ABC بث شريط فيديو يعرض حاويات متفجرات مختومة، كما عثر عليها جنود الفرقة 101 المحمولة جواً، في 27 أكتوبر/تشرين الأول، وفي 28 أكتوبر/تشرين الأول 2004 على قناة MSNBC. وكانت المتفجرات، المصنفة كمواد "مزدوجة الاستخدام"، قد أُغلقت من قبل الوكالة الدولية للطاقة الذرية، وأُبلغ عنها قبل 18 شهراً.
صرحت الإدارة لاحقًا بأن اختفاء المتفجرات "لغز"، وأن الرئيس لا يرغب في التعليق على الأمر حتى تتضح الحقائق. وأكدت إدارة بوش أن تحقيقًا قد بدأ في كيفية ومكان وزمان اختفاء المتفجرات؛ ولم يُبلّغ عن أي تحقيق من هذا القبيل منذ انتخابات عام 2004.
في مايو/أيار 2005، أفاد المسؤول العراقي سامي الأعرجي عن تحقيق الحكومة العراقية في السرقة، مشيرًا إلى أن اللصوص "جاءوا بالرافعات والشاحنات، واستنزفوا المواقع الأثرية بأكملها. كانوا يعرفون ما يفعلونه، ويعرفون ما يريدون. كان هذا نهبًا متطورًا". ( نيويورك تايمز ، 13 مارس/آذار 2005).

## روابط خارجية
- كيف سمحت الولايات المتحدة للقاعدة بالاستيلاء على مصنع أسلحة عراقي؟ https://www.theguardian.com/world/2011/jan/07/iraq-weapons-factory-al-qaida-us-failure
- أربعة عراقيين يروون نهبًا في موقع ذخيرة عام 2003، صحيفة نيويورك تايمز ، 28 أكتوبر 2004
- "ربما يكون الروس قد استولوا على متفجرات من العراق"، فاينانشال تايمز ، 28 أكتوبر/تشرين الأول 2004
- "روسيا متورطة في أسلحة العراق المفقودة"، صحيفة واشنطن تايمز ، 28 أكتوبر/تشرين الأول 2004
- "فريق أمريكي استولى على 250 طنًا من الذخائر العراقية" https://web.archive.org/web/20130126074114/http://www.foxnews.com/story/0,2933,137017,00.html

- صفحة الأمن العالمي على القعقاع
- التسلسل الزمني للجنة الأمم المتحدة للرصد والتحقق والتفتيش